# Comactinia echinoptera
Comactinia echinoptera is een haarster uit de familie Comatulidae.
De wetenschappelijke naam van de soort werd in 1840 gepubliceerd door Johannes Peter Müller.